# Haplidia baudii
Haplidia baudii är en skalbaggsart som beskrevs av Ernst Gustav Kraatz 1882. Haplidia baudii ingår i släktet Haplidia och familjen Melolonthidae. Inga underarter finns listade i Catalogue of Life.